# Sergio Vantaggiato
Sergio Vantaggiato (1967-2007) était un journaliste sportif italien, responsable de la rédaction sportive de la télévision privée TeleRama, chaîne de télévision régionale des Lecce, Pouilles, et correspondant de La Repubblica.
Le 12 août 2007, Sergio Vantaggiato, âgé de 40 ans, a été agressé à la station de métro parisienne Bir-Hakeim et a été déclaré en état de mort cérébrale. Domicilié à Lecce (Pouilles), il était en vacances à Paris avec son fils de 8 ans et son frère.
Initialement transporté à l'hôpital Lariboisière par le Samu, Sergio Vantaggiato est décédé à l'hôpital Saint-Louis le 14 août 2007 des suites de ses blessures.
Mauro Giliberti, responsable des journaux télévisés de TeleRama, a déclaré après l'agression du journaliste, très populaire auprès des supporters du club de football de Lecce, évoluant en Serie B, que « Sergio Vantaggiato fait partie de l'histoire de TeleRama, cela fait 16 ans qu'il travaille ici. C'est un modèle de sérieux et de rigueur. Il a toujours été apprécié pour son professionnalisme et son humanité. »
Depuis la saison 2007-2008 la "presse room" du stade Via del Mare de Lecce est dédiée à son nom et à sa mémoire.